# Епархия Сент-Джорджеса
Епархия Сент-Джорджеса (лат. Dioecesis Sancti Georgii) — епархия Римско-Католической церкви с центром в городе Сент-Джорджес, Гренада. Епархия Сент-Джорджеса входит в митрополию Кастри и распространяет свою юрисдикцию на всю территорию Гренады. Кафедральным собором епархии Сент-Джорджеса является церковь Непорочного Зачатия Пресвятой Девы Марии.

## История
20 февраля 1956 года Римский папа Пий XII выпустил буллу «Crescit Ecclesia», которой учредил епархию Сент-Джорджеса, выделив её из архиепархии Порт-оф-Спейна.
7 марта 1970 года епархия Сент-Джорджеса передала часть своей территории епархии Бриджтауна-Кингстона (сегодня — Архиепархия Кингстона и Епархия Бриджатауна).
Епархия Джорджеса входит в Конференцию католических епископов Антильских островов.

## Ординарии епархии
- епископ Justin James Field O.P.[1] (14.01.1957 — 4.08.1969);
- епископ Patrick Webster O.S.B. (7.03.1970 — 18.11.1974) — назначен архиепископом Кастри;
- епископ Sydney Anicetus Charles (18.11.1974 — 10.07.2002);
- епископ Vincent Matthew Darius O.P. (10.07.2002 — по настоящее время).

## Источник
- Annuario Pontificio, Libreria Editrice Vaticana, Città del Vaticano, 2003, ISBN 88-209-7422-3
- Булла Crescit Ecclesia, AAS 48 (1956), стр. 488  (лат.)